# Calceolaria platyzyga
Calceolaria platyzyga är en toffelblomsväxtart som beskrevs av Friedrich Ludwig Diels. Calceolaria platyzyga ingår i släktet toffelblommor, och familjen toffelblomsväxter. Inga underarter finns listade i Catalogue of Life.